# 자마 마스지드
마스지드이 자한 누마(페르시아어: مسجد جہاں نما→세계를 바라보는 모스크)는 인도 델리에 있는 모스크로, 인도 최대의 모스크 하나이다. 간단히 자마 마스지드(우르두어: جامع مسجد, 힌디어: जामा मस्जिद)라고 더 잘 알려져 있다. 이 통칭 자체는 '금요일 (집단 예배에 사람들이 모이는) 모스크'라는 뜻이며, 이슬람권 전역의 도시와 비슷한 명칭으로 알려진 사원이 다수 존재한다.
25,000여명이 예배할 수 있다. 또한 북문 근처의 수용 창고에는 사슴 가죽에 쓰여진 코란을 비롯한 유물이 보관되어 있다.
자마 마스지드에는 북문, 동문, 남문이 있다. 동문은 황제 등 유력자만 통과할 수 있었다고 한다. 자마 마스지드 경내에는 신발을 신을 수 없다.
자마 마스지드는 인도에서 가장 큰 모스크 중의 하나라고 하며 레드포트처럼 샤 자한이 지었다.

## 같이 보기
- 바드샤히 모스크
- 타지마할